# 江村駅
江村駅（カンチョンえき）は、大韓民国江原特別自治道春川市南山面芳谷里にある韓国鉄道公社京春線の駅である。駅番号はP137。

## 駅構造
- 島式ホーム2面4線の高架駅。

## 利用状況
近年の一日平均利用人員推移は下記のとおり。なお、京春線の2010年は開業日の12月21日から12月31日までの11日間の平均、ITX-青春の2012年は開業日の2月28日から12月31日までの308日間の平均である。
| 路線     | 路線     | 2010年 | 2011年 | 2012年 | 2013年 | 2014年 | 2015年 | 2016年 | 2017年 | 2018年 | 出典  |
| -------- | -------- | ------ | ------ | ------ | ------ | ------ | ------ | ------ | ------ | ------ | ----- |
| ●京春線  | 乗車人員 | 1,411  | 1,326  | 1,149  | 1,158  | 1,089  | 1,024  | 912    | 805    | 717    | [ 1 ] |
| ●京春線  | 降車人員 | 1,440  | 1,377  | 1,175  | 1,138  | 1,081  | 922    | 780    | 713    | 642    | [ 1 ] |
| ●京春線  | 乗降人員 | 2,851  | 2,703  | 2,324  | 2,296  | 2,170  | 1,946  | 1,692  | 1,518  | 1,359  | [ 1 ] |
| ITX-青春 | 乗車人員 | 未開業 | 未開業 | 184    | 410    | 203    | 173    | 145    | 132    | 102    | [ 1 ] |
| ITX-青春 | 降車人員 | 未開業 | 未開業 | 182    | 403    | 202    | 177    | 148    | 116    | 93     | [ 1 ] |
| ITX-青春 | 乗降人員 | 未開業 | 未開業 | 366    | 813    | 405    | 350    | 293    | 248    | 195    | [ 1 ] |

## 駅周辺
- 江村テーマランド
- 江村リゾートマンション
- 曳航カフェ
- 蛍の物語（旧）鉢山中学校
- 倉村中学校

## 歴史
- 1939年7月25日 - 開業。
- 2010年12月21日 - 首都圏電鉄京春線開業に伴い移転開業。

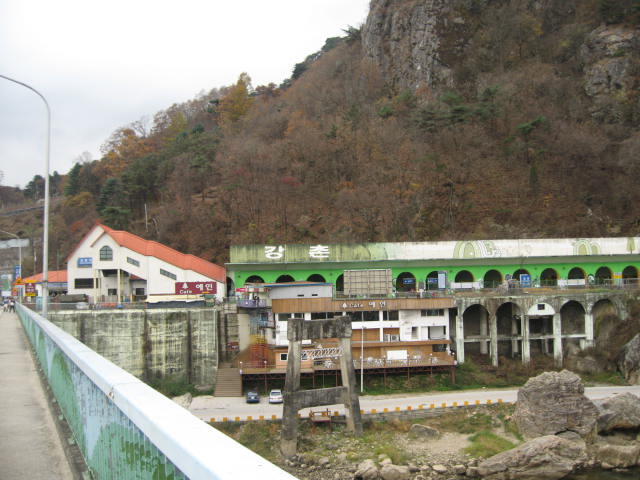
移転前に使われていた旧駅舎(2008年)

## 駅移設による俗称
かつての北漢江沿いに存在した旧駅と異なり、移転後の現在の駅は「江（川）ではなく山にある」という理由から一部では「山村駅」と称されることもある。

## 隣の駅
韓国鉄道公社
●京春線
ITX-青春
加平駅 (P134) - 江村駅 (P137) - 南春川駅 (P139)
急行
加平駅 (P134) - 江村駅 (P137) - 南春川駅 (P139)
緩行
白楊里駅 (P136) - 江村駅 (P137) - 金裕貞駅 (|P138)